# Диарра, Усман
Усма́н Диарра́ (фр. Ousmane Diarra; род. 10 февраля 1964, Дакар) — сенегальский и французский легкоатлет, специалист по бегу на короткие и средние дистанции. Выступал за национальные сборные Сенегала и Франции по лёгкой атлетике в период 1988—1997 годов, бронзовый призёр чемпионата Европы в помещении, рекордсмен страны, участник летних Олимпийских игр в Сеуле.

## Биография
Усман Диарра родился 10 февраля 1964 года в Дакаре, Сенегал.
Впервые заявил о себе лёгкой атлетике на взрослом международном уровне в сезоне 1988 года, когда вошёл в основной состав сенегальской национальной сборной и благодаря череде удачных выступлений удостоился права защищать честь страны на летних Олимпийских играх в Сеуле. Стартовал здесь в беге на 400 метров и в эстафете 4 × 400 метров, но ни в одной из этих дисциплин квалифицироваться в финал не смог.
Впоследствии Диарра принял французское гражданство и на международных соревнованиях стал представлять сборную Франции, причём переквалифицировался из спринтера в бегуна на средние дистанции. Так, в 1994 году в составе французской команды он побывал на чемпионате Европы в помещении в Париже, откуда привёз награду бронзового достоинства, выигранную в зачёте бега на 800 метров — в финале уступил только россиянину Андрею Логинову и испанцу Луису Хавьеру Гонсалесу. При этом установил национальный рекорд Франции, показав результат 1:47,18. Кроме того, в этом сезоне в той же дисциплине выиграл серебряную медаль на Играх франкофонов в Бондуфле и выступил на летнем европейском первенстве в Хельсинки, где в финал не отобрался.
В 1997 году одержал победу на чемпионате Франции в помещении и выступил на Играх франкофонов в Антананариву — стал здесь бронзовым призёром в эстафете 4 × 400 метров, пропустив вперёд команды из Сенегала и Маврикия.